# Avaluació d'experts
L'avaluació d'experts o revisió d'experts (en anglès: peer review) és el procés de revisió que passen els articles científics quan són enviats a una revista per a la seva publicació. Aquest sistema de correcció consisteix a enviar l'article a dos o més experts (revisors) en el camp que tracta per tal que validin que el contingut és correcte, el treball està ben fet i no hi ha frau. Habitualment, els revisors no es limiten a acceptar o rebutjar l'article, sinó que fan suggeriments per millorar el treball abans de ser publicat.
La majoria de revistes permeten suggerir alguns revisors per avaluar el treball, tot i que no es comprometen a fer cas dels suggeriments. A més, normalment també es permet demanar que una o més persones no en siguin els revisors.
Tot i aquest procés, però, en alguns casos s'han publicat articles que han passat el procés de peer review i posteriorment s'ha demostrat que eren falsos, com la publicació d'un article sobre la memòria de l'aigua a Nature o, més recentment, els articles de Hwang Woo-Suk a Science sobre cèl·lules mare. L'organització Retraction Watch afirmà el 2015 que el 15 % de les revistes acadèmiques que afirmen aplicar l'avaluació d'experts és fraudulenta.
Un estudi publicat el 2017 trobà que a l'avaluació d'experts, els editors tendeixen a elegir avaluadors que compartisquen el seu mateix sexe. Una altra investigació ho corroborà i afegí un factor més que provoca la poca presència de dones en els grups d'avaluadors: les dones solen rebutjar més que els hòmens les invitacions per a avaluar.
S'han proposat millores per al sistema d'avaluació d'experts:
- Mantindre un depòsit temporal on es publica el treball a revisar i es publiquen els comentaris en obert fets pels investigadors del camp apropiat.
- Tindre un rastre de quines són les revistes presentades i rebutjades anteriorment i saber quins foren els comentaris pels quals fou rebutjat l'article presentat.
- Publicar junt a l'article publicat l'historial de revisions.